# Temporada 1945 de la NFL
La Temporada 1945 de la NFL fue la 26.ª en la historia de la NFL. Los Pittsburgh Steelers y los Chicago Cardinals reanudaron sus operaciones tradicionales.
Los Brooklyn Tigers y los Boston Yanks se fusionaron esa temporada. El equipo combinado, conocido simplemente como los Yanks, jugó cuatro partidos en el Fenway Park de Boston y un juego en el Yankee Stadium de New York. Después de que el propietario Tigers, Dan Topping, anuncie su intención de unirse a la nueva All-America Football Conference, su equipo fue inmediatamente revocado después de la temporada y todos sus jugadores fueron asignados a los Boston Yanks.
La temporada finalizó el 16 de diciembre cuando los Cleveland Rams vencieron a Washington Redskins 15-14 por el juego de campeonato de la NFL.

## Principales cambios en las reglas
- Las líneas interiores o hashmarks se movieron más cerca del centro del campo, a partir de la yarda 15 a 20 desde la barrera (de 70 pies de distancia de 40 pies). Esta siguió siendo la norma hasta 1972, cuando los hashmarks fueron trasladados a la anchura de los postes de la portería, 18 ½ pies de distancia.[1]
- El jugador que se extiende sus brazos debajo del centro debe recibir la presión o el equipo atacante será penalizado por una salida en falso.
- Cuando un snap se desperdicia por el jugador que recibe y luego toca el suelo, se considera pérdida de balón.
- Durante un intento de punto extra, el balón es puesto en la línea en la 2 yardas, pero la ofensiva puede optar por tener que ser colocado más lejos de la línea de gol.
- Después de que un despeje pateado cruza la línea de golpeo, el equipo lanzador puede recuperar la pelota si toca un miembro del equipo que recibe antes de que el controle de la pelota por sí mismos.

## Carrera Divisional
En el Este, los Yanks estaban invicto (2-0-1) antes de la cuarta semana, en su único juego en el Yankee Stadium (14 de octubre), empataron 13-13 frente a los Giants. En Quinta semana, los Yanks perdieron 38-14 frente a Green Bay, y los puso al 2-1-1, empatados con Washington, mientras que en el Oeste, después de 5 semanas los Rams lideraban después de una victoria 41-21 frente a los Bears con una marca de 4-0-0. En la sexta semana, a mitad de la temporada de diez partidos, Boston y Washington ganaron, poniéndose en 3-1-1 y 3-1-0. Los Rams cayeron frente a los Eagles 28-14, y la victoria de los Lions y los Packers, empató a todos los equipos en 4-1-0 en el O0este. En la Semana Siete, el intento de un punto adicional bloqueado dio a Detroit una victoria por 10-9 en Boston, manteniendo empatados a los Lions con los Rams (5-1-0) en la punta del Oeste, al tiempo que los Yankees a un (3-2-1) quedaban a un juego de los Redskins (4-1-0). En Semana Nueve, los Rams tomaron la ventaja en el Oeste después de una victoria 35-21 sobre los Cardinals, mientras que los Lions perdieron 35-14 ante los Giants.
En la décima semana, los Rams(7-1) y los Lions(6-2) Lions se enfrentaron en juego del Día de Acción de Gracias en Detroit. Para los Lions era un juego que debía ganar, pero perdió 28-21 y con una marca de 8-1, los Rams se aseguraron la división. Días más tarde, los Eagles (5-2) recibieron a los Redskins(6-1), y la victoria de los Eagles 16-0 empató a ambos equipos en 6-2 en el liderato del Este. La semana siguiente, sin embargo, los Eagles perdieron ante los Giants 28-21, mientras que los Redskins vencieron a los Steelers 24-0. Con la victoria de Washington 17-0 sobre los Giants en la última semana les dio el boleto para el juego de campeonato.

## Temporada regular
V = Victorias, D = Derrotas, E = Empates, CTE = Cociente de victorias, PF= Puntos a favor, PC = Puntos en contra
Nota: Los juegos empatados no fueron contabilizados de manera oficial en las posiciones hasta 1972
| Washington Redskins | 8 | 2 | 0 | .800 | 209 | 121 |
| Philadelphia Eagles | 7 | 3 | 0 | .700 | 272 | 133 |
| New York Giants     | 3 | 6 | 1 | .333 | 179 | 198 |
| Boston Yanks        | 3 | 6 | 1 | .333 | 123 | 211 |
| Pittsburgh Steelers | 2 | 8 | 0 | .200 | 79  | 220 |

| Cleveland Rams    | 9 | 1 | 0 | .900 | 244 | 136 |
| Detroit Lions     | 7 | 3 | 0 | .700 | 195 | 194 |
| Green Bay Packers | 6 | 4 | 0 | .600 | 258 | 173 |
| Chicago Bears     | 3 | 7 | 0 | .300 | 192 | 235 |
| Chicago Cardinals | 1 | 9 | 0 | .100 | 98  | 228 |

## Juego de Campeonato
- Cleveland Rams 15, Washington Redskins 14, 16 de diciembre de 1945, Cleveland Municipal Stadium, Cleveland, Ohio

## Líderes de la liga
| Estadísticas | Nombre          | Equipo        | Yardas |
| ------------ | --------------- | ------------- | ------ |
| Pasando      | Sid Luckman     | Chicago Bears | 1.727  |
| Corriendo    | Steve Van Buren | Philadelphia  | 832    |
| Recibiendo   | Jim Benton      | Cleveland     | 1067   |